# フォレストグローヴ (オレゴン州)
フォレストグローヴ（英: Forest Grove）は、アメリカ合衆国オレゴン州ワシントン郡にある都市。同州の最大都市ポートランドの40km西に位置する。人口は2万6225人（2020年）。歴史は古く1840年代に初めて入植、1850年に街区整備が行われた後、1872年に法人化されワシントン郡で最初の市となった。現在はポートランド都市圏のベッドタウンである。
テュアラティン渓谷の内部に位置する。オレゴン州道6号線、8号線、47号線がフォレストグローヴを貫いており、その中でも47号線と8号線はテュアラティン渓谷ハイウェイ（Tualatin Valley Highway）の名称で知られている。パシフィック大学はフォレストグローヴの歴史の中で重要な位置付けを成している。同大学キャンパスにあるオールド・カレッジ・ホール（Old College Hall）は、市内の他の9つの建築物と共にアメリカ合衆国国家歴史登録財に指定されている。

## 歴史
ヨーロッパ系アメリカ人が入植する1840年代より前には、カラプヤ民族系のアトファラティ族が後のフォレストグローヴの地にあるテュアラティン平原に住んでいた。1841年になると、Alvin T. Smith、Abigail Smith らがオレゴン街道を辿って西テュアラティン平原（West Tualatin Plain）と知られていた土地に居を構えた。彼らはヘンリー・ハーモン・スパルディングと越冬し、秋には後にフォレストグローヴとなる地に到着した。彼らは宣教者になることを目指していたが、ほとんどの原住民がヨーロッパ由来の病気に倒れてしまったために頓挫した。1850年2月1日、スミスは同地の初代郵便局長に就任し、スミスの丸太小屋は郵便局として用いられることになった。

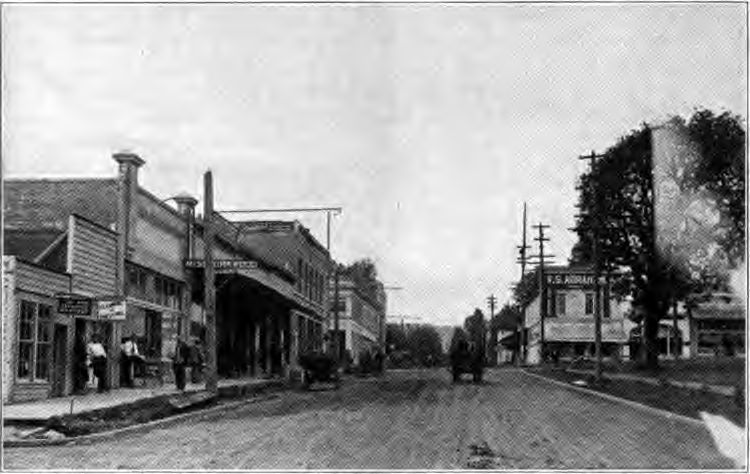
1920年頃のパシフィック・アベニュー

『オレゴン・ジオグラフィック・ネームズ』によれば、フォレストグローヴの名は1851年1月10日、テュアラティン・アカデミー（パシフィック大学の前身）の理事会議にて採択された。フォレストグローヴの住民で同校理事のJ. クイン・ソーントン（J. Quinn Thornton）が、彼の家産にも使っていたこの名称を提案した。フォレストグローヴ（直訳：森の林）は、パシフィック大学キャンパスに現在でも生茂るオークの林を指している。最終的にフォレストグローヴの名称は1858年12月31日に導入された。同市は1850年に街区整理が行われた。
1860年の人口は430人だったが、1870年には396人に減少している。1872年、フォレストグローヴが州によって法人化、ワシントン郡で最初の市として成立した。1880年、現在のチェマワ・インディアン学校の前身が同市に開学したが、1884年にセイラムに移転した。1900年における人口は1300人まで上った。1908年にはオレゴン電気鉄道が市内でサービスを開始した。
現在、フォレストグローヴには10の国家歴史登録財がある。またクラーク地区の全18街区には1900年以前に建てられた多くの住居があり、最も古いものでは1854年まで遡る。中でも重要な建築物に、アルヴィン・T・スミス邸、第一科学者キリスト教会、オールド・カレッジ・ホールがある。
テレビ番組『Nowhere Man』の撮影がフォレストグローヴで繰り返し行われている。

## 地理
フォレストグローヴ市は北緯45度31分17秒 西経123度6分32秒 / 北緯45.52139度 西経123.10889度 に位置している。これは、ポートランド都市圏およびウィラメット渓谷の西端にあたる。
アメリカ合衆国国勢調査局によれば、同市の面積は 12.3 km² (4.7 mi²) で、その内 11.9 km² (4.6 mi²) が陸地、2.75 %にあたる 0.3 km² (0.1 mi²) が水面である。
また、オレゴン州最大のジャイアントセコイアがフォレストグローヴにある。

## 人口動態
以下は2000年国勢調査による人口統計データである。
| - 人口: 17,708人 - 世帯数: 6,336世帯 - 家族数: 4,131家族 - 人口密度: 1,486.3人/km²（3,850.5人/mi²） - 住居数: 6,702軒 - 住居密度: 562.5軒/km²（1,457.3軒/mi²） 人種別人口構成 - 白人: 81.46% - アフリカン・アメリカン: 0.43% - ネイティブ・アメリカン: 0.89% - アジア人: 2.11% - 太平洋諸島系: 0.24% - その他の人種: 11.39% - 混血: 3.47% - ヒスパニック・ラテン系: 17.31% 年齢別人口構成 - 18歳未満: 27.4% - 18-24歳: 13.4% - 25-44歳: 28.7% - 45-64歳: 16.8% - 65歳以上: 13.6% - 年齢の中央値: 31歳 - 性比（女性100人あたり男性の人口） - 総人口: 90.2 - 18歳以上: 86.6 | 世帯と家族（対世帯数） - 18歳未満の子供がいる: 35.9% - 結婚・同居している夫婦: 50.3% - 未婚・離婚・死別女性が世帯主: 10.2% - 非家族世帯: 34.8% - 単身世帯: 27.9% - 65歳以上の老人1人暮らし: 14.3% - 平均構成人数 - 世帯: 2.64人 - 家族: 3.24人 収入と家計 - 収入の中央値 - 世帯: 40,135米ドル - 家族: 47,733米ドル - 性別 - 男性: 36,139米ドル - 女性: 25,703米ドル - 人口1人あたり収入: 16,992米ドル - 貧困線以下 - 対人口: 14.3% - 対家族数: 10.4% - 18歳未満: 16.2% - 65歳以上: 11.4% |

## 教育

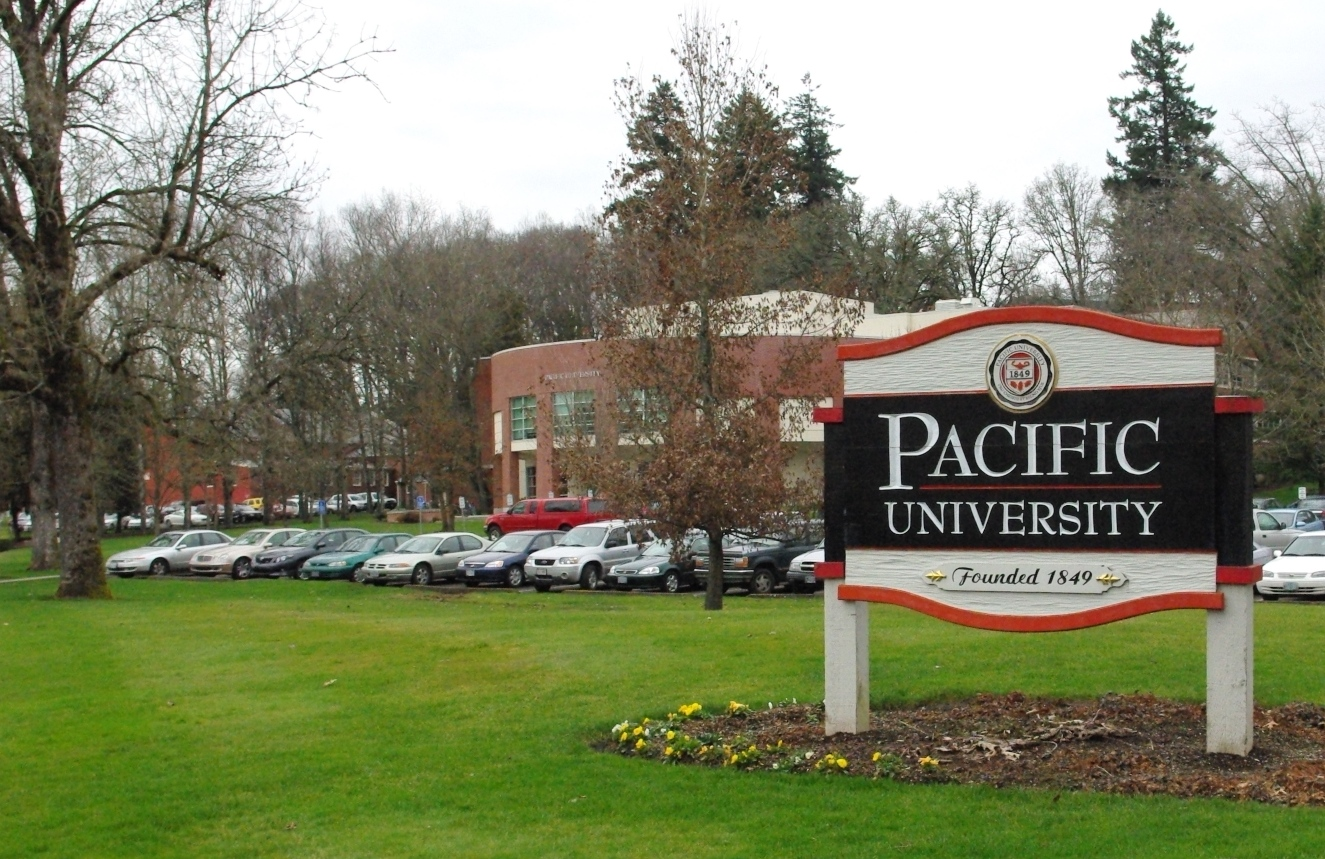
パシフィック大学入口

フォレストグローヴの主要教育機関にパシフィック大学がある。
フォレストグローヴはコーネリアス、ゲールズクリーク、ディリーと共に、フォレストグローヴ公立学区が初等中等教育が提供している。

## 姉妹都市
フォレストグローヴは、1ヶ所の姉妹都市を持つ。
- 入善町（日本・富山県）
  - 1989年5月12日 友好姉妹都市提携

1983年、入善町に工場を持つ富山日本電気とフォレストグローブ市の電子機器メーカーが技術交流を始めたのをきっかけとし、自治体同士の友好関係が始まる。